# Kyle Amor

a Compétitions nationales et continentales officielles uniquement.

b Matchs officiels uniquement.
Kyle Amor, né le 26 mai 1987 à Whitehaven (Angleterre), est un joueur britannique et international irlandais de rugby à XIII évoluant au poste de pilier dans les années 2000 et 2010. Il fait ses débuts professionnels avec Whitehaven avant rejoindre les Rhinos de Leeds en Super League. Ne parvenant pas à s'y imposer, il est prêté successivement à  Whitehaven puis à Wakefield. Il rejoint definitivement ce dernier en 2012 puis rejoint St Helens en 2014. Avec dernier, il remporte la Super League en 2014. Il prend part également à la Coupe du monde 2017 sous les couleurs de l'Irlande.

## Palmarès
- Collectif :
  - Vainqueur de la Super League : 2014, 2019, 2020 et 2021 (St Helens).
  - Vainqueur de la Challenge Cup : 2021 (St Helens).
  - Finaliste de la Challenge Cup : 2019 (St Helens).